# チキチキジョニーのいただきました!3時間!
チキチキジョニーのいただきました!3時間!（チキチキジョニーのいただきました!3じかん!）はラジオ大阪で2024年4月1日から放送開始のラジオの生ワイド番組。

## 概要
これまで、ラジオ大阪では平日のお昼から夕方にかけての生ワイド番組として『Hit&Hit!』を放送していたが、2024年4月改編をもって、平日の14時から17時の時間帯を『「おとなたちに、エールを！」ゾーン』を編成テーマに定め、60代前後のリスナーをターゲットにした日替わり番組を編成する。
月曜日担当のこの番組では、女性2人組の漫才コンビであるチキチキジョニーが、野球と相撲を中心に「豊富な話題で楽しく」伝えるものである。
なお、番組タイトルは2022年3月30日まで放送されていた『チキチキジョニーのいただきました!30分!』を踏襲したものになっている。

## 放送時間
- 毎週月曜日 14:00-16:55

## パーソナリティ
- チキチキジョニー（岩見真利・石原祐美子）
- 浜崎剛
  - チキチキジョニー2人でのオープニングトークが一段落した後から出演、それまではスタジオブース外で待機している。

## タイムテーブル
14時台
- 「今週のおもしろニュース」

15時台
- 「チキチキ出会いたび」
- 「週刊 浜崎剛」

16時台
- 「いっぺん食べてみて～」
- 「私だけのメモリーズ」
- 「オリ姫 オリ達通信」（オリックス・バファローズ応援コーナー）